# Чемпионат СССР по водному поло 1971
XXXI чемпионат СССР по водному поло (XXVII чемпионат для клубных команд) проходил со 2 по 27 апреля 1971 года. Победителем турнира стала команда ЦВСК ВМФ.

## Общая информация
В чемпионате участвовали 10 команд первой группы класса «А». В связи с проведением в 1971 году Спартакиады и возобновлением после 18-летнего перерыва розыгрыша Кубка СССР первенство страны прошло по укороченной схеме — команды сыграли в один круг в трёх городах.
Перед началом чемпионата команда ЦВСК ВМФ укрепила свои ряды нападающим Леонидом Осиповым, перешедшим из МГУ. Моряки и студенты набрали одинаковое количество очков, сыграв друг с другом вничью и одержав победы над остальными соперниками. Как и годом ранее, ЦВСК ВМФ добыл чемпионский титул в дополнительном матче и, как и в прошлом сезоне, когда соперником команды Бориса Гойхмана было столичное «Динамо», в решающей встрече потребовалось добавочное время, а её исход решил гол в исполнении Анатолия Акимова. Команда ЦВСК ВМФ завоевала золотые медали в девятый раз, опередив по числу выигранных чемпионатов московское «Динамо», которое в этом сезоне довольствовалось бронзой.
Победителем соревнований во второй группе стал волгоградский «Спартак». В следующем сезоне он заменил в сильнейшем дивизионе подмосковное «Динамо».

## Турнирная таблица
|                                   | 1   | 2   | 3   | 4   | 5   | 6   | 7   | 8   | 9   | 10  | И | В | Н | П | М     | О  |
| --------------------------------- | --- | --- | --- | --- | --- | --- | --- | --- | --- | --- | - | - | - | - | ----- | -- |
| 1. ЦВСК ВМФ (Москва)              |     | 2:2 | 5:3 | 6:3 | 6:5 | 4:2 | 4:2 | 5:1 | 4:1 | 9:1 | 9 | 8 | 1 | 0 | 45:20 | 17 |
| 2. МГУ (Москва)                   | 2:2 |     | 5:4 | 5:4 | 1:0 | 3:2 | 6:3 | 6:4 | 4:3 | 5:4 | 9 | 8 | 1 | 0 | 37:26 | 17 |
| 3. «Динамо» (Москва)              | 3:5 | 4:5 |     | 5:1 | 4:4 | 5:3 | 2:1 | 4:3 | 6:0 | 6:3 | 9 | 6 | 1 | 2 | 39:25 | 13 |
| 4. «Динамо» (Алма-Ата)            | 3:6 | 4:5 | 1:5 |     | 5:4 | 4:3 | 9:5 | 3:2 | 2:2 | 4:3 | 9 | 5 | 1 | 3 | 35:35 | 11 |
| 5. «Балтика» (Ленинград)          | 5:6 | 0:1 | 4:4 | 4:5 |     | 7:1 | 2:2 | 4:2 | 3:2 | 5:4 | 9 | 4 | 2 | 3 | 34:27 | 10 |
| 6. «Торпедо» (Москва)             | 2:4 | 2:3 | 3:5 | 3:4 | 1:7 |     | 4:2 | 4:4 | 3:2 | 3:2 | 9 | 3 | 1 | 5 | 25:33 | 7  |
| 7. ККФ (Баку)                     | 2:4 | 3:6 | 1:2 | 5:9 | 2:2 | 2:4 |     | 3:2 | 4:4 | 6:3 | 9 | 2 | 2 | 5 | 28:36 | 6  |
| 8. «Динамо» (Тбилиси)             | 1:5 | 4:6 | 3:4 | 2:3 | 2:4 | 4:4 | 2:3 |     | 5:4 | 2:2 | 9 | 1 | 2 | 6 | 25:35 | 4  |
| 9. «Динамо» (Киев)                | 1:4 | 3:4 | 0:6 | 2:2 | 2:3 | 2:3 | 4:4 | 4:5 |     | 4:4 | 9 | 0 | 3 | 6 | 22:35 | 3  |
| 10. «Динамо» (Московская область) | 1:9 | 4:5 | 3:6 | 3:4 | 4:5 | 2:3 | 3:6 | 2:2 | 4:4 |     | 9 | 0 | 2 | 7 | 26:44 | 2  |

## Матчи
Днепропетровск, бассейн «Метеор»
2 апреля
- ЦВСК ВМФ — «Торпедо» — 4:2
- МГУ — ККФ — 6:3

3 апреля
- ЦВСК ВМФ — «Динамо» А-А — 6:3
- МГУ — «Торпедо» — 3:2

4 апреля
- МГУ — «Динамо» А-А — 5:4
- «Торпедо» — ККФ — 4:2

5 апреля
- МГУ — ЦВСК ВМФ — 2:2
- «Динамо» А-А — ККФ — 9:5

6 апреля
- ЦВСК ВМФ — ККФ — 4:2
- «Динамо» А-А — «Торпедо» — 4:3

Дзержинск
2 апреля
- «Динамо» Тб — «Динамо» К — 5:4
- «Балтика» — «Динамо» МО — 5:4

3 апреля
- «Динамо» М — «Динамо» К — 6:0
- «Балтика» — «Динамо» Тб — 4:2

4 апреля
- «Динамо» М — «Балтика» — 4:4
- «Динамо» МО — «Динамо» Тб — 2:2

5 апреля
- «Балтика» — «Динамо» К — 3:2
- «Динамо» М — «Динамо» МО — 6:3

6 апреля
- «Динамо» МО — «Динамо» К — 4:4
- «Динамо» М — «Динамо» Тб — 4:3

Ленинград, бассейн СКА
22 апреля
- «Динамо» М — «Торпедо» — 5:3
- «Динамо» К — ККФ — 4:4
- ЦВСК ВМФ — «Динамо» МО — 9:1
- МГУ — «Балтика» — 1:0
- «Динамо» А-А — «Динамо» Тб — 3:2

23 апреля
- «Динамо» А-А — «Динамо» МО — 4:3
- «Торпедо» — «Динамо» Тб — 4:4
- «Динамо» М — ККФ — 2:1
- ЦВСК ВМФ — «Балтика» — 6:5
- МГУ — «Динамо» К — 4:3

24 апреля
- ККФ — «Динамо» Тб — 3:2
- ЦВСК ВМФ — «Динамо» К — 4:1
- «Торпедо» — «Динамо» МО — 3:2
- МГУ — «Динамо» М — 5:4
- «Динамо» А-А — «Балтика» — 5:4

26 апреля
- «Динамо» К — «Динамо» А-А — 2:2
- ККФ — «Динамо» МО — 6:3
- МГУ — «Динамо» Тб — 6:4
- ЦВСК ВМФ — «Динамо» М — 5:3
- «Балтика» — «Торпедо» — 7:1

27 апреля
- МГУ — «Динамо» МО — 5:4
- ЦВСК ВМФ — «Динамо» Тб — 5:1
- «Динамо» М — «Динамо» А-А — 5:1
- «Балтика» — ККФ — 2:2
- «Торпедо» — «Динамо» К — 3:2

Дополнительный матч за 1-е место. 28 апреля. Ленинград. ЦВСК ВМФ — МГУ — 7:6 (0:0, 3:2, 1:2, 2:2, 0:0, 1:0).

## Призёры
ЦВСК ВМФ: Анатолий Акимов, Виктор Акимов, Вадим Гуляев, Александр Долгушин, А. Дондик, Владимир (Вадим) Жмудский, Леонид Осипов, Владимир Семёнов, Евгений Троицкий, Александр Шидловский, Анатолий Шуберт. Тренер — Борис Гойхман.
 МГУ: Александр Древаль, Александр Кабанов, Владимир Ковель, Юрий Митянин, Нугзар Мшвениерадзе, Борис Попов, Валерий Пушкарёв, Виталий Романчук, Михаил Шувалов. Тренер — Михаил Рыжак.
 «Динамо» (Москва): Олег Бовин, Юрий Григоровский, Борис Гришин, Анатолий Карташов, Николай Мельников, Александр Родионов, Вячеслав Скок, Гиви Чикваная, Ф. Фёдоров, А. Фролов, Сергей Шевернёв. Тренер — Николай Малин.